# Calhac
Calhac (en francès Caillac) és un municipi francès situat al departament de l'Òlt i a la regió d'Occitània.
El municipi té Calhac com a capital administrativa, i també compta amb els agregats de l'Arguelh, la Pujada, Mas Vielh i Mas de la Ròca.

## Demografia
| 1962                                       | 1968 | 1975 | 1982 | 1990 | 1999 | 2007 |
| ------------------------------------------ | ---- | ---- | ---- | ---- | ---- | ---- |
| 305                                        | 335  | 386  | 409  | 488  | 533  | 568  |
| Des de 1962: població sense dobles comptes |      |      |      |      |      |      |

## Administració
| Període | Identitat   | Partit |
| ------- | ----------- | ------ |
| 2001-   | José Tillou |        |